# FFS (álbum)
FFS es el álbum de estudio debut del supergrupo FFS, compuesto por miembros de las bandas Franz Ferdinand y Sparks. Fue lanzado el 8 de junio de 2015 en el Reino Unido y el 9 de junio de 2015 en Estados Unidos con el sello de Domino Records. El álbum fue grabado en un período de 15 días a finales de 2014 y fue producido por el productor galardonado con un premio Grammy John Congleton. Aunque fue grabado en el 2014, ambas bandas habían colaborado desde mediados de la década del 2000. Luego del lanzamiento, la grabación fue recibida con reseñas positivas por parte de los críticos musicales. 
Los dos sencillos oficiales que se conocen hasta ahora son: «Johnny Delusional», lanzado el 13 de abril; y «Call Girl», que vio la luz el 28 de mayo.

## Lanzamiento
Durante el mismo día en que se anunció la formación del nuevo conjunto, se lanzó un avance de 30 segundos en el canal oficial de YouTube llamado «The Domino Effect». En el video se incluía la canción «The Power Couple», décima composición del álbum, como sonido ambiente. Ese mismo día se anunció una gira de tres meses por Europa. Tras tres semanas de la conformación del grupo, se dijo que  FFS sería lanzado el 8 de junio de 2015. La lista del álbum se hizo disponible para preordenar a través del sitio web de Domino. Se publicó tanto la versión estándar como la deluxe. Esta última incluía cuatro pistas adicionales: «So Many Bridges», «King of the Song», «Look At Me» y «A Violent Death». El 31 de mayo, el álbum estuvo disponible para descarga a través del sitio web de NPR Music. Este fue un caso semejante a Right Thoughts, Right Words, Right Action de Franz Ferdinand.

## Sencillos
Ha habido dos sencillos oficiales y dos promocionales. 
«Johnny Delusional» fue lanzado como el punta lanza el 13 de abril de 2015. El video oficial se subió el 19 de mayo en el canal oficial de banda en Vevo de YouTube.
«Call Girl» fue el segundo promocional que salió a la luz el 28 de mayo.

### Sencillos promocionales
«Piss Off» fue el primer single promocional, lanzado el 1 de abril para coincidir con el anuncio del nuevo álbum del grupo. El video oficial fue subido el 7 de junio en el canal Vevo de la banda en YouTube.
«Collaborations Don't Work» fue el segundo promocional, lanzado el 27 de abril. Su primera transmisión en vivo fue durante el programa Radcliffe & Maconie de la BBC Radio 6 Music.

## Lista de canciones
| N.º   | Título                        | Duración |  |
| 1.    | «Johnny Delusional»           | 3:11     |  |
| 2.    | «Call Girl»                   | 3:21     |  |
| 3.    | «Dictator's Son»              | 4:15     |  |
| 4.    | «Little Guy from the Suburbs» | 5:09     |  |
| 5.    | «Police Encounters»           | 3:10     |  |
| 6.    | «Save Me from Myself»         | 3:57     |  |
| 7.    | «Sõ Desu Ne»                  | 3:52     |  |
| 8.    | «The Man Without a Tan»       | 3:28     |  |
| 9.    | «Things I Won't Get»          | 3:03     |  |
| 10.   | «The Power Couple»            | 3:01     |  |
| 11.   | «Collaborations Don't Work»   | 6:42     |  |
| 12.   | «Piss Off»                    | 3:55     |  |
| 47:04 |                               |          |  |

| Canciones de la edición deluxe |                    |          |  |
| N.º                            | Título             | Duración |  |
| 13.                            | «So Many Bridges»  | 3:16     |  |
| 14.                            | «King of the Song» | 3:06     |  |
| 15.                            | «Look at Me»       | 5:43     |  |
| 16.                            | «A Violent Death»  | 3:51     |  |

## Personal
- Alex Kapranos – guitarra principal, voz principal
- Nick McCarthy – guitarra rítmica, voces, teclados
- Bob Hardy – bajo
- Paul Thomson – batería, percusión, coros
- Russell Mael – voz principal, coros
- Ron Mael – piano, coros

Personal de producción
- Greg Calbi – masterización
- John Congleton – ingeniero de sonido, mezcla (canciones 3–6, 8–16), producción
- Mike Horner – ingeniero asistente
- Cenzo Townshend – mezclado (canciones 1, 2 y 7)

Personal adicional
- Cerne Canning – representante
- Matthew Cooper – diseño gráfico
- David Edwards – fotografía
- Sue Harris – representante
- Galen Johnson – diseño de carátula